# 카를 뷔허
카를 빌헬름 뷔허(Karl Wilhelm Bücher, 1847년 2월 16일 ~ 1930년 11월 12일)는 독일의 경제학자이자 언론학자이다.
1847년 2월 16일 헤센 선제후국에서 태어났다. 본 대학교와 괴팅겐에서 수학하였으며 역사학과 금석학으로 박사 학위를 받았다. 도르파 대학교 등에서 학생을 가르쳤으며, 1892년부터 1916년까지 라이프치히 대학교에서 영년교수를 지냈다. 1893년 《국민경제의 성립》(Die Entstehung der Volkswirtschaft), 1896년 《노동과 리듬》(Arbeit und Rhythmus)을 저술했고 1916년 라이프치히 대학교에 언론을 학술연구의 대상으로 한 신문연구소(독일어: Institut für Zeitungswissenschaften)를 세웠다.